# Ladingdrager
Een ladingdrager is een vrij bewegend deeltje dat een elektrische lading draagt en een stroom tot stand kan brengen. Het is een belangrijk onderwerp in het gebied van vastestoffysica, een tak in de natuurkunde die zich bezighoudt met materiaaleigenschappen. Ladingdragers komen in verschillende scenario's voor, maar de term wordt voornamelijk gebruikt in de context van geleiders en dan specifiek halfgeleiders. Ladingdragers bewegen onder invloed van een elektrisch veld. Dit zorgt voor een elektrische stroom. Er zijn verschillende vormen van ladingdragers: elektronen, gaten en ionen. De eerste twee gedragen zich alleen in metalen en halfgeleiders als ladingdragers, en ionen in oplossing of plasma. In een plasma werken de elektronen en kationen als ladingdragers. Een plasma komt bijvoorbeeld voor in sterren en wordt onder andere gebruikt in neonlampen.
In een halfgeleider wordt de bandkloof verkleind door de concentratie ladingdragers te verhogen. In n-type halfgeleider wordt dit gedaan door de concentratie vrije elektronen te verhogen. In een p-type halfgeleider wordt dit gedaan door de concentratie gaten te vergroten. Een gat, in feite niets meer dan een plek waar een elektron mist, kan zich gedragen als een deeltje met een positieve lading. Het verlagen van de bandgap zorgt er voor dat het materiaal beter elektriciteit geleidt.

## Elektronen
Een elektron is een van de meest bekende ladingdragers, en staat aan de basis van alle andere vormen van ladingdragers. Het is een elementair deeltje met een negatieve lading. In metalen zorgt het voor geleiding, elektronen in de geleidingsband vormen dan een fermi-gas.
Omdat de vergelijkingen die beschrijven hoe elektronen zich bewegen in een materiaal te lastig zijn om analytisch op te lossen, wordt vaak gebruikgemaakt van benaderingen. Een van deze benaderingen is om de vergelijkingen voor de beweging van vrije elektronen aan te passen door er kleine perturbaties aan toe te voegen. De energie van een vrije elektron, gerelateerd aan de golfvector in een bandstructuur, valt namelijk goed te beschrijven met de volgende vergelijking:
{\displaystyle \epsilon (\mathbf {k} )=\epsilon _{0}+{\frac {\hbar ^{2}}{2m^{*}}}\mathbf {k} ^{2}}
Hier is ε(k) de energie van het elektron met golfvector k in die band, ε0 is de energie aan de rand van de band en m* is de effectieve massa, beiden zijn constant voor een specifieke golfvector. De elektronen in de band kunnen dan worden beschreven als vrije elektronen maar met een verschillende massa, die verschilt met de hoogte in de band waar ze in zitten.
Om te begrijpen hoe elektronen bewegen moet er gekeken worden naar de bewegingsvergelijking. Omdat elektronen zich ook gedragen als golven, zoals aangetoond met de vergelijkingen van De Broglie, is een goed begin om de beweging van een elektron te beschrijven de groepssnelheid van het elektron. De groepssnelheid van een golf is gedefinieerd als vg = dω/dk, waarmee de invloed van het kristal in de dispersie relatie ε(k) zit. Onder invloed van een elektrisch veld E wordt er een kracht op het elektron uitgeoefend en werk verricht. Het werk δε dat verricht wordt op het elektron in een bepaalde tijdsspanne is
{\displaystyle \delta \epsilon =-eEv_{g}\delta t.}
Ook kan δε herschreven worden
{\displaystyle \delta \epsilon =(d\epsilon /dk)\delta k=\hbar v_{g}\delta k.}
Door hier de eerder gevonden uitdrukking van vg te gebruiken kan een uitdrukking voor δk gevonden worden
{\displaystyle \delta k=-(eE/\hbar )\delta t.}
Hieruit kan een uitdrukking voor de externe kracht gevonden worden
{\displaystyle \hbar {\frac {d\mathbf {k} }{dt}}=\mathbf {F} .}
Een belangrijke consequentie hier van is dat in een kristal {\displaystyle \scriptstyle \hbar }dk/dt gelijk is aan de externe krachten en niet d(mv)/dt.
Met deze informatie kan nu de bewegingsvergelijking van een elektron in een kristal opgesteld worden door als externe krachten de Lorentzkracht en de invloed van een elektrisch veld te gebruiken
{\displaystyle \hbar {\frac {d\mathbf {k} _{e}}{dt}}=-e(\mathbf {E} +\mathbf {v} _{e}\times \mathbf {B} ).}

### Effectieve massa

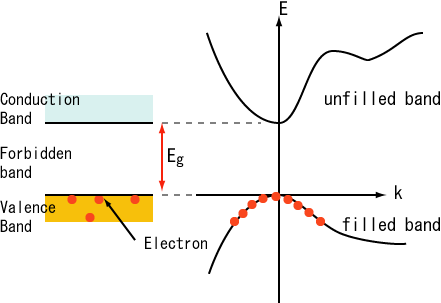
De bandstructuur van een halfgeleider(rechts), met de dispersierelatie(Energie E tegen de golfvector k uitgezet). Een positieve curve betekent een positieve effectieve massa, vice versa betekent een negatieve curve een negatieve effectieve massa

Om een uitdrukking te vinden voor de effectieve massa, die eigenlijk alleen een manier is om te verklaren hoe een elektron zich gedraagt in een kristal, moet de uitdrukking voor de groepssnelheid afgeleid naar t worden.
{\displaystyle {\frac {dv_{g}}{dt}}=\hbar ^{-1}{\frac {d^{2}\epsilon }{dkdt}}=\hbar ^{-1}({\frac {d^{2}\epsilon }{dk^{2}}}{\frac {dk}{dt}}).}
Door de uitdrukking voor dk/dt te gebruiken die hierboven staat, kan de vergelijking herschreven worden:
{\displaystyle {\frac {dv_{g}}{dt}}=({\frac {1}{\hbar ^{2}}}{\frac {d^{2}\epsilon }{dk^{2}}})F.}
Als ervan uitgegaan wordt dat de wetten van Newton gelden, dan wordt de effectieve massa gedefinieerd als:
{\displaystyle {\frac {1}{m^{*}}}={\frac {1}{\hbar ^{2}}}{\frac {d^{2}\epsilon }{dk^{2}}}}
Dit betekent dat aan de top van de valentieband de elektronen een negatieve effectieve massa hebben, de tweede afgeleide is immers negatief. Een fysisch effect hiervan kan zijn dat wanneer een elektron van staat k naar staat k + Δk gaat het elektron meer energie aan het kristalrooster afgeeft dan dat het kreeg van de uitgeoefende kracht. Dus ondanks dat de k groeide met Δk is het voorwaartse momentum van het elektron afgenomen.

## Gaten
Een elektronengat is de afwezigheid van een elektron op een plek waar wel een kan zitten. In een metaal of halfgeleider kristal kan dit gat bewegen op de zelfde manier als een elektron dat doet, het gedraagt zich dan als een positief geladen deeltje. Een gat is echter een quasi deeltje. Een gat ontstaat vaak wanneer een elektron van de valentieband naar de geleidingsband springt, de achtergebleven positieve lading is een gat. Dit gat kan bewegen doordat  een naburige valentie-elektron het gat opvult, en daardoor op die plaats weer een gat creëert, zo kan het een lading verplaatsen. Hierboven is het gat beschreven op een wat simplistische manier, voor een meer complete beschrijving moet er naar wat fundamentelere zaken gekeken worden, zoals de golfvector en energie.
Omdat elk fundamenteel roostertype inversie symmetrie heeft om een roosterpunt(r → -r), heeft een Brillouinzone van dat rooster dat ook. Gecombineerd met het feit dat de totale golfvector van alle elektronen in een gevulde band nul is:
{\displaystyle \sum \mathbf {k} =0.}
De som gaat hier over alle mogelijke toestanden in een Brillouinzone. Wanneer een elektron verdwijnt uit een baan met golfvector ke heeft het systeem een golfvector van -ke. Deze golfvector wordt overgedragen op het gevormde gat. Dit betekent dus dat de golfvector van het gevormde gat aan de andere kant, ten opzichte van het verdwenen elektron, van de valentieband zit. De volgende relatie geldt:
{\displaystyle \mathbf {k} _{\mathit {h}}=-\mathbf {k} _{\mathit {e}}}

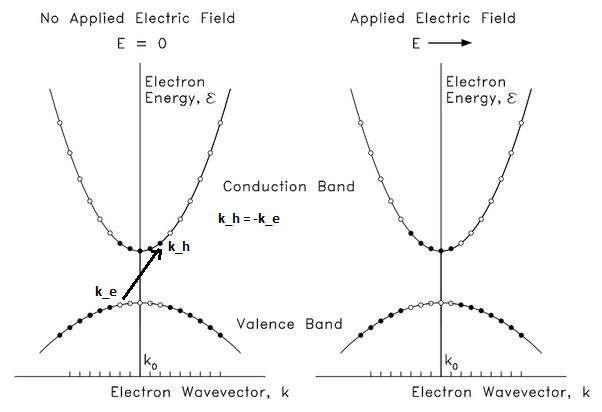
In het linkerplaatje is te zien hoe een gat zich gedraagt. Het laat zien dat de energie en golfvector van een gat dezelfde waarde heeft als die van het verdwenen elektron alleen dan met een min teken. Onder invloed van een elektrisch veld bewegen zowel de gaten als elektronen.

Omdat het meer energie kost om een elektron uit een lage orbitaal weg te halen dan een uit een hogere orbitaal kost het energie voor een gat om naar beneden te bewegen in de valentieband. Een gat aan de bovenkant van de valentieband heeft dus nul energie en er moet energie worden toegevoegd aan het systeem om het naar een lagere orbitaal te brengen. Door gebruik te maken van de voorgaande relatie kunnen we een tweede relatie tussen elektronen en gaten opstellen:
{\displaystyle \scriptstyle \epsilon _{\mathit {e}}(\mathbf {k} _{\mathit {e}})=\epsilon _{\mathit {e}}(-\mathbf {k} _{\mathit {e}})=-\epsilon _{\mathit {h}}(-\mathbf {k} _{\mathit {e}})=-\epsilon _{\mathit {h}}(\mathbf {k} _{\mathit {h}}).}
Er wordt hier ook gebruikgemaakt van het feit dat de banden symmetrisch zijn. In totaal geven de voorgaande vergelijkingen de tweede relatie tussen gaten en elektronen:
{\displaystyle \epsilon _{\mathit {h}}(\mathbf {k} _{\mathit {h}})=-\epsilon _{\mathit {e}}(\mathbf {k} _{\mathit {e}}).}
Het verschil in energie voor zowel het gat als dat van het elektron is hetzelfde nadat een elektron verwijnt uit de valentieband. Daarom moet de snelheid van beiden ook gelijk zien. Dus:
{\displaystyle \mathbf {v} _{h}=\mathbf {v} _{e}}
Eerder werd voor elektronen de effectieve massa gedefinieerd als proportioneel met d2ε/dk2, voor gaten heeft dit de tegenovergestelde waarde omdat de energie dat ook is. De effectieve massa van een gat aan de bovenkant van de valentieband is dus positief. De volgende relatie houdt dus stand:
{\displaystyle m_{h}=-m_{e}}
De bewegingsvergelijking van het gat kan nu opgesteld worden door de bewegingsvergelijking van het elektron aan te passen met de hierboven genoemde relaties.
{\displaystyle \hbar {\frac {d\mathbf {k} _{h}}{dt}}=e(\mathbf {E} +\mathbf {v} _{h}\times \mathbf {B} ).}
De bewegingsvergelijking van het gat is die van een deeltje met een positieve lading van +e. Hiermee is dus aangetoond dat een gat beschreven kan worden als een deeltje met een positieve lading.

## Ionen
In een elektrolyt, zoals zoutwater, zijn ionen de ladingdragers. Een ion is een atoom of molecuul waarin het aantal elektronen niet gelijk is aan het aantal protonen. Positief geladen deeltjes, met meer protonen dan elektronen, worden kationen genoemd. 
Negatief geladen deeltjes, met meer elektronen dan protonen, worden anionen genoemd.
Omdat een elektrolyt vaak zowel positief geladen deeltjes als negatief geladen deeltjes bevat, beweegt er een stroom in twee, tegenovergestelde, richtingen. Dit is terug te vinden in hoe zo'n stroom tot stand komt door bijvoorbeeld een redoxreactie waar metalen kation naar anion gaan en elektronen in de tegenovergestelde richting. Dit werd al in 1834 door Faraday gesuggereerd, al kon hij toen nog geen kwalitatieve beschrijving ervan geven.